# Alerte au ranch
Série Flicka
Jupiter (1945)
Pour plus de détails, voir Fiche technique et Distribution.
Alerte au ranch (titre original : Green Grass of Wyoming) est un Cinéma américafilm américain en Technicolor réalisé par Louis King, sorti en 1948.
Il s'agit de l'adaptation du roman L'Herbe verte du Wyoming (1946), dernier tome de la trilogie à succès écrite par Mary O'Hara. Les deux films précédents sont : Mon amie Flicka (1943) et Jupiter (1945).

## Synopsis
Les nouvelles aventures de la famille McLaughlin dans leur ranch du Wyoming au début du XXe siècle. Les familles Greenway et McLaughlin se consacrent à l'agriculture et à l'élevage de chevaux, avec lesquels elles participent aux compétitions locales de trot. Une rivalité inévitable éclate entre les deux clans, à laquelle mettra fin le mariage entre un garçon et une fille de factions opposées.

## Fiche technique
- Titre français : Alerte au ranch
- Titre original : Green Grass of Wyoming
- Réalisation : Louis King
- Scénario : Martin Berkeley, d'après L'Herbe verte du Wyoming, roman de Mary O'Hara (1946)
- Photographie : Charles G. Clarke
- Montage : Nick DeMaggio
- Musique : Cyril J. Mockridge
- Costumes : René Hubert
- Producteur : Robert Bassler
- Société de production et de distribution : 20th Century Fox
- Pays d'origine :  États-Unis
- Format : Couleur (Technicolor) - (Western Electric Recording) 1.37:1 - son : Mono (Western Electric Recording)
- Genre : Western, Aventure animalière, Film pour la jeunesse
- Durée : 89 min
- Dates de sortie :
  -  États-Unis : 3 juin 1948
  -  France : 11 novembre 1948

## Distribution
- Peggy Cummins : Carey Greenway
- Charles Coburn : Beaver Greenway
- Robert Arthur : Ken McLaughlin
- Lloyd Nolan : Rob McLaughlin
- Burl Ives : Gus
- Geraldine Wall : Nell McLaughlin
- Robert Adler : Joe
- Will Wright : Jake
- Herbert Heywood : Johnson, commerçant
- Richard Garrick : personne âgée
- Charles Tannen : vététerinaire
- Charles Hart : personne âgée
- Marilyn Monroe : figurante dans la séquence de la danse carrée (non créditée)

## Crédit d'auteurs
- (en) Cet article est partiellement ou en totalité issu de l’article de Wikipédia en anglais intitulé « Green Grass of Wyoming » (voir la liste des auteurs).